# Michael Zech
Michael Zech (* 1977 in Rosenheim) ist ein deutscher Geoökologe. Er ist Heisenberg-Professor für Physische Geographie mit dem Schwerpunkt Paläoumweltforschung und Direktor des Instituts für Geographie an der Technischen Universität Dresden.

## Leben und Werk
Nach einem Lehramtsstudium für die Fächer Biologie und Chemie an der LMU München studierte er Geoökologie an der Universität Bayreuth und schloss das Studium im Jahr 2007 mit der Promotion ab. Er habilitierte sich im Jahr 2013 an der Universität Bayreuth. Nach einer W3-Professur im Bereich Bodenkunde und Geomorphologie am KIT Karlsruhe, einer Gastprofessur an der Universität Halle-Wittenberg und einer W3-Professur für Landschaftslehre und Geoökologie an der TU Dresden ist er seit 2019 dort Heisenberg-Professor für Physische Geographie. Seine Forschungsschwerpunkte liegen in den Bereichen Physische Geographie, Geoökologie, Quartärforschung, Paläoklimatologie, Paläopedologie, Löss, Seesedimente, Geoarchäologie, Organische Geochemie, Biomarker und Stabile Isotope. Im Bereich Isotopengeochemie wandte er δ18O-Analysen auf Zucker an.
Seit 2019 ist er Managing Editor beim E&G Quaternary Science Journal (EGQSJ) und seit 2021 erster Vorsitzender der Arbeitsgemeinschaft stabile Isotope e.V. (ASI).

## Auszeichnungen
- ASI-Preisträger 2010

## Ausgewählte Publikationen
- J. Hepp, C. Mayr, K. Rozanski, I. Schäfer, M. Tuthorn, B. Glaser, D. Juchelka, W. Stichler, R. Zech, M. Zech: Validation of a coupled δ2Hn-alkane-δ18O sugar paleohygrometer approach based on a climate chamber experiment. In: Biogeosciences. Band 18, 2021, S. 5363–5380, doi:10.5194/bg-18-5363-2021.
- M. Zech, M. Lerch u. a.: Revisiting the subalpine Mesolithic site Ullafelsen in the Fotsch Valley, Stubai Alps, Austria – new insights into pedogenesis and landscape evolution from leaf-wax-derived n-alkanes, black carbon and radiocarbon dating. In: Eiszeitalter & Gegenwart – Quaternary Science Journal. Band 70, Nr. 2, 2021, S. 171–186.
- Lucas Bittner u. a.: The Holocene lake-evaporation history of the afro-alpine Lake Garba Guracha in the Bale Mountains, Ethiopia, based on δ18O records of sugar biomarker and diatoms. In: Quaternary Research. Band 105, Januar 2022, S. 23–36.